# Спиди (Мия Дерден)
Миа Дерден (англ. Mia Dearden) — персонаж вселенной DC Comics, второй персонаж, взявший на себя обязанности напарника Зелёной стрелы Спиди. Создана сценаристом Кевином Смитом и художником Филом Хестером, впервые появилась в «Green Arrow» (том 3) #2 (май 2001 года). Более всего известна тем, что является одним из немногих ВИЧ-положительных персонажей в комиксах. Не присутствует во вселенной «новых 52».

## Биография
Мия Дерден была подростком, сбежавшим от отца, притеснявшего её. Не имея возможности выжить сама по себе, она влюбилась в мужчину, давшего ей убежище и еду в обмен на использование её в детской проституции. Мия была спасена одним из её клиентов, Оливером Куином, недавно вернувшимся из мёртвых и очищавшим Стар-сити от криминальных элементов. Посланная Зелёной стрелой на помощь Оливеру Квину, Мия узнала, что это его альтер эго, после чего была удочерена им. Мия продолжила свою работу на Оливера, занятого восстановлением своей жизни, и после того, как он нашёл её арбалет, он начал тренировать её, как лучницу. Мия долго просила у Зелёной стрелы возможности стать его напарницей, но он долгое время ей отказывал, не желая подставлять ещё одного подростка под опасность.
Мия появлялась в серии «Green Arrow» в качестве второстепенного персонажа вплоть до 2004 года, когда персонаж Джадд Уиник решил сделать её ВИЧ-позитивной — наследие её прошлого проститутки. С этим знанием Мия удвоила свои попытки убедить Зелёную стрелу позволить ей стать новым Спиди, и Зелёная стрела в конце концов согласился. Мия надевает плащ Спиди, и внезапно Оливер решает, что для неё лучшим будет вступить в команду Юные Титаны. Чтобы доказать, что она подходит, Киборг заставляет её сразиться с Робином. Хотя Робин одолел Спиди, Мия доказала, что она очень способный боец и достойна Титанов. Вскоре после её первой официальной миссии с Титанами она открыла команде, что заражена ВИЧ. Они приняли эту новость без вопросов и сомнений.
Первый Спиди, Арсенал (Рой Харпер), дал Мие набор своих старых стрел, включающих таинственную голубую стрелу с надписью: «использовать лишь в крайней нужде». Даже Рой не знал её силы. Мия соблазнялась использовать стрелу в первой миссии против доктора Лайта; против одержимого Супербоя, Индиго, Лекса Лютора и Брейниака; и снова, когда они встретились с демонами-слугами Брата Кровь (англ. Brother Blood). Когда она наконец использовала стрелу, оказалось, что она открывает дверь в Фантомную Зону, и была украдена Роем из Крепости Одиночества Супермена, когда он был Спиди. Мия использовала стрелу в попытке заключить в ловушку Супербой-Прайма; однако он смог сбежать оттуда почти мгновенно, видимо, благодаря своей суперсиле.

### Год спустя
После событий Бесконечного Кризиса Мия восстанавливалась на острове с Зелёной стрелой и его сыном Коннором Хоуком, вернувшись примерно через год. Будучи на острове, Мия обучалась новым приёмам и лечилась, а также училась работать в команде с Зелёной стрелой.
Джейсон Тодд, бывший напарник Бэтмена, похитил Мию. Он верил, что они со Спиди во многом похожи, хотя он похитил её, чтобы отомстить тёмному рыцарю за вмешательство в его операции по контрабанде оружия. Включив в действие Зелёную стрелу, он собирался показать Бэтмену цену за вмешательство других в их конфликт. Джейсон отвёз Спиди в школу Смита О’Нила, где бывший Робин развязал её, чтобы они сразились. Джейсон рассказал, как они похожи, оба выросли на улице и были вынуждены делать плохие вещи, чтобы выжить. Он также знал о её прошлом и ситуациях, в которые она попадала; о её семье, о её работе проституткой и её ВИЧ-заболевании. Джейсон победил Спиди, но позволил ей сбежать, сказав напоследок, что ни Бэтмен, ни Зелёная стрела никогда не смогут понять его, но она может. После этого он взорвал школу и ушёл. Несмотря на сильное неприятие, слова Джейсона явно повлияли на Мию.
Месяцы спустя в жизни Мии и её семье наступили большие перемены, начавшиеся с помолвки Зелёной стрелы и Чёрной канарейки. После церемонии в Хэппи Харбор, когда они были атакованы суперзлодеями, было рассказано, что Зелёная стрела так и не женился на Дине. Он был похищен и заменён Эврименом, попытавшимся убить Дину во время брачной ночи. Мия, Коннор и Дина сумели спасти Оливера из плена Грэнни Гуднесс и амазонок, но непосредственно после этого Коннор чуть не умер от выстрела, предназначенного для Оливера. Атака оставляет Коннора в вегетативном состоянии, после чего он был похищен, предположительно Лигой Ассасинов. Мия, Дина и Олли обшарили весь мир с Бэтменом и Пластиком в поисках виджилантэ под именем Доджер, к которому Мия была привлечена. Во время миссии Мия и Доджер работал вместе, впоследствии Доджер пригласил Мию на свидание.
После спасения Коннора Мия переехала в Лондон, чтобы продолжить роман с Доджером, хотя в конце концов она вернулась обратно, порвав с ним после того, как застала его целующимся с Эммой Уотсон. Она вернулась вовремя, чтобы спасти Чёрную канарейку во время битвы и стать свидетельницей того, как Олли ушёл. Она вернулась в чёрном костюме со стрелами, отличном от зелёного костюма Оливера и красного, который носил Рой в свою бытность Красной стрелой.

### Cry for Justice
Во время событий «Justice League: Cry for Justice» Мия сидела с дочерью Роя Харпера, Лиан, но не была рядом, когда Электрошокер (англ. Electrocutioner) взорвал бомбы, заложенные под Стар-сити. Эти бомбы были предназначены для того, чтобы переместить Стар-сити в другое измерение. Однако вместо перемещения бомбы начали разрушать город, и, к ужасу Мии, дом с Лиан внутри. После разрушения города Мия ненадолго отправляется в Кост-сити с Коннором, чтобы бороться с вторжением Чёрных Фонарей. Она и Коннор спасли Дину от Оливера, трансформированного в Чёрного Фонаря Некроном. Они, по всей видимости, вернулись в Стар-сити после конца Темнейшей ночи.
В сюжете «JLA: Rise and Fall» Мия помогает Зелёной стреле после того, как Лига Справедливости попыталась поймать его за убийство Прометея. Пока Зелёная стрела отвлекал Лигу, Мия похитила Электрошокера и привела его в их убежище под Стар-сити. Хотя она умоляет Зелёную стрелу дать ей шанс убить Электрошокера, он убеждает её, что убийство не выход, и отправляет его в заключение. Вскоре после его ареста Мия появляется на похоронах Лианы вместе с несколькими другими героями, включая её бывших коллег из Юных Титанов. Во время похорон Мию атакует Рой, винящий её в смерти Лиан. Хотя Опустошитель (англ. Ravager) вмешивается и заставляет Роя уйти, Мия ещё некоторое время тряслась от обвинений и чувства вины.
Вместе с Дэмиэном Уэйном и группой других экс-Титанов Мия помогает нынешним Юным Титанам в битве против Супербоя-Прайма и Смертельного Легиона. В ходе битвы она и Опустошитель работают вместе, успешно одолев Убедителя (англ. Persuader).

## Силы и способности
Мия не обладает суперспособностями, но является весьма выдающимся лучником. В отличие от Коннора Хоука, полагавшегося на обычные стрелы, Мия, как и Оливер, использует стрелы с различными особыми наконечниками. В дополнение к луку, Мия является весьма эффективным пользователем арбалета, к ужасу Оливера. Коннор Хоук и Чёрная канарейка обучили её многим формам боевых искусств и самообороны ещё до принятия мантии Спиди. Через год после «Infinite Crisis» она увеличила свои тренировки на острове с Коннором и, подобно её наставнику, теперь является экспертом в бою на мечах.
Мия ВИЧ-положительна и поэтому ей приходится использовать антиретровирусные препараты, обладающие побочными эффектами. Из-за своего положения ей приходится быть очень аккуратной с ранениями, полученными в схватках.

## Вне комиксов

### Телевидение
- Мия Дерден появляется в 9 сезоне сериала «Тайны Смолвиля», где её сыграла актриса Элис Гатьен. Персонаж появляется в двух эпизодах — «Меж двух огней» (№ 6) и «Ученик» (№ 10). В сериале она не является напарницей Зелёной стрелы и не носит костюм, однако цвета её одежды являются цветами костюма Спиди — жёлтым и красным.
- В новом сериале о Зелёной стреле «Стрела» у Оливера Куина есть младшая семнадцатилетняя сестра Тея Куин (её сыграла актриса Уилла Холланд), к которой он обращается «Спиди», что, возможно, является намёком, что она наденет костюм позже в сериале. Вымышленное имя Теи на Корто Мальтезе — Мия. Это отсылка к Мие Деарден, одной из помощниц Зеленой Стрелы. Второе имя Теи, Деарден, тоже отсылка к Мие. Также возможно, что персонаж Теи был получен совмещением Мии и Роя Харпера, поскольку она кокаино-зависимая, как и Рой. При этом сам Рой позже появляется в сериале в исполнении Колтона Хэйнса, как романтический интерес Теи. Также обратилась к своему биологическому отцу Малькольму Мерлину, чтобы тот научил её «не бояться», после чего он провел с ней ряд жестоких тренировок Лиги Убийц. В 19 серии третьего сезона её смертельно ранит Рас Аль Гул. На 20 серию она была воскрешена Оливером и Рассом с помощью ямы Лазаря. В конце 3 сезона Тея становится Спиди.
- Тея Куин появилась, вместе со Зелёной Стрелой и Джоном Диглом в 8 серии 2 сезона телесериала Флэш. Роль так же исполнена Уиллой Холланд.